# 燥坑
燥坑，是臺灣新竹縣關西鎮的一個傳統地域名稱，位於該鎮南部偏西。相較於今日行政區，其範圍大致為南新里西北部。

## 歷史
台灣清治末期至日治初期，燥坑地區為一街庄，稱為「燥坑庄」，隸屬於竹北二堡。該庄西北與上橫坑庄為鄰，東北與上南片庄為鄰，東南邊為十六張庄、苧仔園庄、新城庄，西南邊為鹿藔坑庄。
1901年（日治明治三十四年）11月，全台廢縣廳改設二十廳，該庄隸屬於新竹廳。1909年（明治四十二年）10月，合併二十廳為十二廳，該庄隸屬不變。1920年（大正九年），廢十二廳改設五州二廳，該庄改制為「燥坑」大字，隸屬於新竹州中壢郡關西庄。1941年，關西庄升格為關西街。
戰後關西街改制為關西鎮，隸屬於新竹縣，大字亦改制為里。1950年桃、竹、苗分治，關西鎮隸屬不變。

## 交通
鄉道竹25線（中正路、南華路）是關西至鹿寮坑的道路，經過燥坑地區東南部，向北可前往上南片、關西市區，向南可前往鹿寮坑中部並止於鄉道竹26線路口。